# Ultratour du Beaufortain
 (juillet 2025).
L'ultratour du Beaufortain, ou UTB est un ultra-trail disputé chaque année en juillet. Depuis sa création en 2009, il remplace la course organisée par Philippe Delachenal qui proposait le tour du Beaufortain en 2 étapes.
En 2017, l'UTB fait partie pour la première fois des 9 épreuves du Challenge national d'ultra-endurance, l'Ultra Mountain National Tour (UMNT).

## Palmarès
En 2009, la première édition fut arrêtée au tiers du parcours à cause du mauvais temps.
En 2016, le parcours fut modifié à la mi-course à cause d'orages et d'averses de grêle.
| Édition | Date            | Hommes                                              | Hommes                                              | Hommes                                              | Femmes                                              | Femmes                                              | Femmes                                              |
| ------- | --------------- | --------------------------------------------------- | --------------------------------------------------- | --------------------------------------------------- | --------------------------------------------------- | --------------------------------------------------- | --------------------------------------------------- |
|         |                 | Rang                                                | Athlète                                             | Temps                                               | Rang                                                | Athlète                                             | Temps                                               |
| 1re     | 18 juillet 2009 | 1er                                                 | Thierry Bochet                                      | 04 h 25 min 00 s                                    | 43e                                                 | Marie-Laure Ferrari                                 | 05 h 22 min 00 s                                    |
| 2e      | 17 juillet 2010 | 1er                                                 | Thierry Bochet — 2e victoire                        | 13 h 10 min 38 s                                    | 19e                                                 | Julia Fatton                                        | 16 h 00 min 10 s                                    |
| 3e      | 16 juillet 2011 | 1er                                                 | Quentin Mercier                                     | 13 h 51 min 38 s                                    | 38e                                                 | Florence Auclair                                    | 17 h 35 min 47 s                                    |
| 4e      | 21 juillet 2012 | 1er                                                 | Sébastien Gérard                                    | 13 h 27 min 30 s                                    | 10e                                                 | Sonia Furtado                                       | 14 h 57 min 46 s                                    |
| 5e      | 20 juillet 2013 | 1er                                                 | Sébastien Gérard — 2e victoire                      | 13 h 26 min 00 s                                    | 60e                                                 | Suzanne Perche                                      | 19 h 40 min 00 s                                    |
| 6e      | 19 juillet 2014 | 1er                                                 | Sébastien Gérard — 3e victoire                      | 14 h 33 min 29 s                                    | 18e                                                 | Josiane Piccolet                                    | 18 h 17 min 40 s                                    |
| 7e      | 18 juillet 2015 | 1er                                                 | Lionel Bonnel                                       | 14 h 01 min 10 s                                    | 14e                                                 | Mélanie Rousset                                     | 16 h 58 min 14 s                                    |
| 8e      | 23 juillet 2016 | 1er                                                 | Sébastien Gérard — 4e victoire                      | 13 h 32 min 31 s                                    | 29e                                                 | Sophie Laversanne                                   | 19 h 22 min 38 s                                    |
| 9e      | 22 juillet 2017 | 1er                                                 | Yannick Pierrat                                     | 14 h 09 min 11 s                                    | 46e                                                 | Estelle Patou                                       | 19 h 41 min 23 s                                    |
| 10e     | 21 juillet 2018 | 1er                                                 | Patrice Pajean                                      | 12 h 26 min 41 s                                    | 19e                                                 | Amandine Ginouves-Guerdoux                          | 15 h 37 min 26 s                                    |
| 11e     | 20 juillet 2019 | 1er                                                 | Romain Olivier                                      | 13 h 33 min 07 s                                    | 20e                                                 | Estelle Patou — 2e victoire                         | 15 h 37 min 26 s                                    |
| 12e     | 18 juillet 2020 | Course annulée en raison de la pandémie de Covid-19 | Course annulée en raison de la pandémie de Covid-19 | Course annulée en raison de la pandémie de Covid-19 | Course annulée en raison de la pandémie de Covid-19 | Course annulée en raison de la pandémie de Covid-19 | Course annulée en raison de la pandémie de Covid-19 |
| 13e     | 17 juillet 2021 | 1er                                                 | Aubin Ferrari                                       | 14 h 11 min 57 s                                    | 47e                                                 | Laure de Jacquelot                                  | 21 h 05 min 08 s                                    |
| 14e     | 16 juillet 2022 | 1er                                                 | Jim Walmsley                                        | 14 h 36 min 24 s                                    | 21e                                                 | Anais Macian                                        | 20 h 03 min 34 s                                    |
| 15e     | 22 juillet 2023 | 1er                                                 | Nicolas Gourdon                                     | 15 h 10 min 06 s                                    | 32e                                                 | Marie-Hélène Posta                                  | 19 h 01 min 33 s                                    |
| 16e     | 21 juillet 2024 | 1er                                                 | Jean-Baptiste Lalart                                | 15 h 52 min 2 s                                     | 11e                                                 | Hélène Dassy                                        | 18 h 16 min 43 s                                    |